# Группа «Сибантрацит»
Группа «Сибантрацит» — одна из крупнейших угольных компаний в России, крупнейший производитель металлургических углей, мировой лидер по поставкам высококачественного антрацита марки UHG. Головной офис в Москве.

## История создания
Группа «Сибантрацит» создана в 2018 году. Объединяет четыре добывающие предприятия — АО «Разрез Колыванский» (ранее — АО «Сибирский Антрацит», ООО «Разрез Восточный» (Новосибирская область, производители антрацита) и производитель металлургических углей ООО «Разрез Верхнетешский» (Кемеровская область).
В 2023 году компанией были приобретены лицензии еще на два разреза – ООО «Разрез Кузнецкий Южный» и ООО «Разрез Малиновский».

## Собственники и руководство
Производственные активы группы «Сибантрацит» ранее принадлежали кипрской Sibanthracite PLC, единственным акционером которой является «Аллтек». Более 86 % акций «Аллтек» контролировал председатель совета директоров Дмитрий Босов, в ночь на 6 мая 2020 года Босов покончил жизнь самоубийством.
В 2021 году «Сибантрацит» приобрел российский бизнесмен Альберт Авдолян. Он объединил компанию с другим своим угольным активом — «Эльга уголь» в единую компанию — «ЭЛСИ». После продажи сибирского дивизиона УК «Эльга-Сибантрацит» («ЭЛСИ») сменила название на «Эльга».
В октябре 2022 года Сергей Адоньев стал владельцем 31,67% акций компании «А-Проперти Развитие», контролировавшей «Сибантрацит» после его покупки Авдоляном.
В ноябре 2023 г. предприятия Группы «Сибантрацит» были куплены ООО «Башкирский промышленный холдинг» («Сибкапитал»), а к руководству «Сибантрацитом» вернулась прежняя команда топ-менеджеров.

## Деятельность
Производственные мощности группы «Сибантрацит» расположены в Новосибирской и Кемеровской областях. Добыча ведется открытым способом. В 2022 году объем добычи составил 24,55 млн т, из них в Новосибирской области (антрацит) 15,66 млн т, в Кемеровской области - 8,88 млн т.
98 % антрацита и 70 % металлургических углей идет на экспорт, в основном в страны АТР.
В Новосибирской области группа «Сибантрацит» добывает антрацит на месторождениях Горловского угольного бассейна. Добычу ведут АО «Разрез Колыванский» и ООО «Разрез Восточный». Производственный комплекс включает 2 обогатительные фабрики, 3 собственные погрузочные станции, технологические автодороги протяженностью 40 км. Для вывоза угля создана собственная инфраструктура, обеспечивающая соединения внутренней железнодорожной сети компании с сетью РЖД: углевозная дорога протяженностью около 30 км, железнодорожная станция «Углепогрузочная» и современный автоматизированный погрузочный комплекс.
В Кемеровской области добычу ведет ООО «Разрез Верхнетешский».
Угольные стартапы группы отличает быстрый ввод предприятий в эксплуатацию.
Разработка «Разреза Восточный» (Новосибирская область) началась в 2015 году, с 2016 года осуществляется добыча антрацита. По итогам 2022 года объём производства составил 7,95 млн т антрацита. Добыча антрацита на АО «Разрез Колыванский» составила 7,71 млн т антрацита.
В 2022 г. добычу начал «Разрез Верхнетешский», который, согласно существующим планам, планирует стать одним из крупнейших угольных предприятий.
В 2023 году были приобретены лицензии еще на два угольных участка в Кемеровской области — ООО «Разрез Кузнецкий Южный» и ООО «Разрез Малиновский». Запасы этих активов оцениваются в 490 млн тонн металлургического угля марки «Т».
В 2019 году в рейтинге журнала Forbes группа «Сибантрацит» заняла третье место в пятерке самых бурно развивающихся компаний России. В рейтинге РБК самых быстрорастущих компаний «Сибантрацит» занял 13 место. Примечательно, что «Сибантрацит» оказался единственной угольной компанией в рейтинге журнала.

## Показатели

### Производственные показатели
- 2016 г. — 14,1 млн т.
- 2017 г. — 21,3 млн т.
- 2018 г. — 24,1 млн т.[18]
- 2019 г. — 23,7 млн т.[19]
- 2020 г. — 24 млн т.
- 2021 г. — 22,6 млн т.[20]
- 2022 г. — 24,55 млн т.[21]

### Финансовые показатели
Консолидированные показатели деятельности предприятий Группы «Сибантрацит» по МСФО за 2019 г.: выручка −125,5 млрд руб.; общая сумма начисленных налогов — 7,7 млрд руб., из них налога на прибыль — 5,1 млрд руб. Объём инвестиций составил 10,8 млрд руб.
Предприятия Группы «Сибантрацит» входят в число ведущих налогоплательщиков в регионах присутствия.
По итогам I первого квартала 2020 г. АО «Сибирский Антрацит» и ООО «Разрез Восточный» вошли в список крупнейших налогоплательщиков Новосибирской области.
В 2020 году объём добычи группы «Сибантрацит» составил 17,6 млн тонн угля, выручка составила 113,9 млрд руб.
В 2021 году выручка группы составила 83,07 млрд руб., чистая прибыль — 23,135 млрд руб.
В 2022 году объем добычи предприятий группы «Сибантрацит» составил 24,55 млн т, выручка составила 15,45 млрд руб., инвестиционная программа составила 15,45 млрд руб. В 2022 году было выплачено 33,28 млрд руб. налогов.

## Санкции
1 мая 2024 года, за «полномасштабную войну и применение химического оружия против Украины»,«Сибантрацит» и 12 структур компании включены в блокирующий санкционный список США «для дальнейшего ограничения доходов России и промышленной базы оборонного сектора».

## Продукция
Антрацит, добываемый на Колыванском угольном месторождении в Новосибирской области, обладает лучшими физико-химическими свойствами среди антрацитов. Классифицируется как антрацит сверхвысокого качества — Ultra High Grade (UHG). Имеет максимально высокое для антрацитов премиального качества содержание углерода — свыше 92 %, и низкую долю посторонних примесей, таких как сера, фосфор, азот и другие. Основная сфера применения такого антрацита — металлургия.

## Социальная деятельность
Входит в состав учредителей и постоянных партнеров новосибирского хоккейного клуба «Сибирь».
Группа «Сибантрацит» реализует комплексную программу по поддержке образования в Новосибирской области.
При поддержке Правительства Новосибирской области внедряет программу по подготовке персонала для горнодобывающей отрасли области совместно с Министерством образования и пятью ведущими ВУЗами региона.
При поддержке «Сибантрацита» в Новосибирской области с 2020 года реализуется федеральный образовательный проект «Учитель для России».